# Euphyia atlantica
Euphyia atlantica là một loài bướm đêm trong họ Geometridae.